# Ридспорт (Орегон)
Ридспорт (англ. Reedsport) — місто (англ. city) в США, в окрузі Дуглас штату Орегон. Населення — 4310 осіб (2020).

## Географія
Ридспорт розташований за координатами 43°41′56″ пн. ш. 124°6′43″ зх. д. / 43.69889° пн. ш. 124.11194° зх. д. (43.698854, -124.111918).  За даними Бюро перепису населення США в 2010 році місто мало площу 5,97 км², з яких 5,30 км² — суходіл та 0,67 км² — водойми.

### Клімат
Місто знаходиться у зоні, котра характеризується середземноморським кліматом. Найтепліший місяць — серпень із середньою температурою 16 °C (60.8 °F). Найхолодніший місяць — січень, із середньою температурою 6.4 °С (43.5 °F).
| Клімат Ридспорта        | Клімат Ридспорта | Клімат Ридспорта | Клімат Ридспорта | Клімат Ридспорта | Клімат Ридспорта | Клімат Ридспорта | Клімат Ридспорта | Клімат Ридспорта | Клімат Ридспорта | Клімат Ридспорта | Клімат Ридспорта | Клімат Ридспорта | Клімат Ридспорта |
| Показник                | Січ.             | Лют.             | Бер.             | Квіт.            | Трав.            | Черв.            | Лип.             | Серп.            | Вер.             | Жовт.            | Лист.            | Груд.            | Рік              |
| Абсолютний максимум, °C | 19,4             | 23,9             | 25               | 32,2             | 35,6             | 33,3             | 35               | 36,1             | 36,1             | 33,9             | 22,8             | 20,6             | 36,1             |
| Середній максимум, °C   | 10,2             | 12,1             | 13               | 14,6             | 16,9             | 19               | 20,8             | 21,2             | 21,1             | 18,1             | 13,4             | 10,9             | 15,9             |
| Середня температура, °C | 6,4              | 7,9              | 8,3              | 9,7              | 11,9             | 14,1             | 15,7             | 16               | 15,4             | 12,9             | 9,3              | 7,3              | 11,2             |
| Середній мінімум, °C    | 2,6              | 3,7              | 3,7              | 4,9              | 6,9              | 9,2              | 10,4             | 10,8             | 9,7              | 7,7              | 5,2              | 3,7              | 6,6              |
| Абсолютний мінімум, °C  | −10,6            | −8,3             | −3,9             | −3,3             | −0,6             | −0,6             | 0,6              | 5                | −0,6             | −2,8             | −5,6             | −11,7            | −11,7            |
| Норма опадів, мм        | 330              | 240              | 240              | 140              | 80               | 40               | 10               | 20               | 60               | 140              | 260              | 330              | 1940             |
| Днів з опадами          | 21               | 18               | 20               | 16               | 13               | 9                | 4                | 5                | 8                | 13               | 18               | 21               | 166              |
| ----------------------- | ---------------- | ---------------- | ---------------- | ---------------- | ---------------- | ---------------- | ---------------- | ---------------- | ---------------- | ---------------- | ---------------- | ---------------- | ---------------- |
| Джерело: Weatherbase    |                  |                  |                  |                  |                  |                  |                  |                  |                  |                  |                  |                  |                  |

## Демографія
Згідно з переписом 2010 року, у місті мешкали 4154 особи в 1948 домогосподарствах у складі 1138 родин. Густота населення становила 696 осіб/км².  Було 2207 помешкань (370/км²).
Расовий склад населення:
| - 93,0 % — білих - 1,1 % — корінних американців - 1,1 % — азіатів - 0,3 % — чорних або афроамериканців - 0,1 % — вихідців з тихоокеанських островів - 1,3 % — осіб інших рас |

До двох чи більше рас належало 3,1 %. Частка іспаномовних становила 4,9 % від усіх жителів.
За віковим діапазоном населення розподілялося таким чином: 17,8 % — особи молодші 18 років, 55,0 % — особи у віці 18—64 років, 27,2 % — особи у віці 65 років та старші. Медіана віку мешканця становила 51,2 року. На 100 осіб жіночої статі у місті припадало 98,4 чоловіків;  на 100 жінок у віці від 18 років та старших — 97,7 чоловіків також старших 18 років.
Середній дохід на одне домашнє господарство  становив 42 835 доларів США (медіана — 31 935), а середній дохід на одну сім'ю — 49 923 долари (медіана — 38 516). Медіана доходів становила 47 083 долари для чоловіків та 32 096 доларів для жінок. За межею бідності перебувало 28,1 % осіб, у тому числі 42,2 % дітей у віці до 18 років та 15,8 % осіб у віці 65 років та старших.
Цивільне працевлаштоване населення становило 1322 особи. Основні галузі зайнятості: освіта, охорона здоров'я та соціальна допомога — 24,3 %, мистецтво, розваги та відпочинок — 15,7 %, роздрібна торгівля — 13,1 %.